# عبد الرحمن الغامدي (لاعب كرة قدم مواليد 1994)
عبد الرحمن كامل عبد الله البريدي الغامدي (11 يناير 1994-) لاعب كرة قدم سعودي يلعب كمهاجم في نادي الحوراء.

## مسيرة اللاعب

### نادي الاتحاد
لعب في فئة الشباب لمدة سنتين وانتقل بعد ذلك إلى أولمبي الاتحاد في 5 يونيو 2011، وبعد المستويات المميزة التي قدمها صعده المدرب الأسباني بينات سان خوسيه إلى الفريق الأول، وكان له الأثر الكبير في حصول نادي الاتحاد على كأس خادم الحرمين الشريفين للموسم الرياضي 2013 بعد تسجيله هدف التفوق على الهلال ذهاباً وهدف التعادل إياباً ليمنح الاتحاد بطاقة التأهل.
استدعي إلى المنتخب السعودي الأول لأول مرة عام 2014 إستعدادا لبطولة OSN الدولية الودية.وكان اللاعب عبد الرحمن الغامدي مرشح لجائزة أفضل لاعب واعد ولكن لم يفز بها.

### نادي الرائد
انتقل إلى نادي الرائد في عام 2020.

### نادي الصقور/نيوم
في عام 2023 انتقل في صفقة حرة إلى نادي الصقور الذي غير اسمه لاحقاً في 2024 إلى نادي نيوم.

### نادي الحوراء
في عام 2024 وقع مع نادي الحوراء.

## روابط خارجية
- عبد الرحمن الغامدي على موقع قاعدة بيانات كرة القدم.إي يو (الإنجليزية)
- عبد الرحمن الغامدي على موقع Soccerway.com (الإنجليزية)